# Jean-Baptiste Scalabrini
 (mai 2022).
Si vous disposez d'ouvrages ou d'articles de référence ou si vous connaissez des sites web de qualité traitant du thème abordé ici, merci de compléter l'article en donnant les références utiles à sa vérifiabilité et en les liant à la section « Notes et références ».
Jean-Baptiste Scalabrini, né le 8 juillet 1839 à Fino Mornasco et mort le 1er juin 1905 à Plaisance, est prélat catholique italien, évêque de Plaisance, qui est connu pour avoir fondé les Missionnaires de Saint-Charles, afin d'apporter un soutien religieux et humain aux immigrés italiens sur le continent américain. Il est vénéré comme saint par l'Église catholique, et fêté le 1er juin. Il est le saint protecteur des migrants.

## Biographie

### Jeune prêtre
Il est né le 8 juillet 1839 à Fino Mornasco, dans le diocèse de Côme en Italie, troisième d'une famille de huit enfants, dont le père était marchand de vin.
En 1863, à l'âge de 23 ans, il est ordonné prêtre et rêve de devenir missionnaire. Son évêque lui ayant refusé cette orientation (« Vos Indes sont l'Italie »), il passe sept ans au petit séminaire de Côme, comme professeur, sous-directeur, et enfin directeur. Durant l'épidémie de choléra de 1867, il se distingue par son dévouement pour soigner les malades et reçoit à ce titre la médaille du mérite civil.
De 1870 à 1875, il est curé de San Bartolomeo à Côme, où il fonde un jardin d'enfants. Il écrit un petit catéchisme novateur, s'occupe des sourds-muets à l'aide d'une nouvelle méthode phonique, fonde la Société de Secours Mutuel pour lutter contre le chômage endémique dans sa région.
Pendant ce temps, en 1872, il donne une conférence à la cathédrale Santa Maria Assunta de Côme, sur le dogme de l'Infaillibilité pontificale récemment promulgué, ce qui lui vaut les félicitations de Pie IX. Conseillé par Don Bosco, le pape le nomme évêque de Plaisance. Jean-Baptiste Scalibrini avait 37 ans. Sur sa crosse d'évêque figurait la mention suivante : Charitatis potestas (puissance de la charité), tandis que son blason représentait l'échelle de Jacob, avec la devise, inspirée de la Genèse (28,12-13), Vidi Dominum innixum scala (J'ai vu le Seigneur appuyé sur l'échelle).

### Évêque

#### Situation de son diocèse
La situation économique de la région de Côme n'était guère florissante. La population manquait de travail. Les ouvriers étaient obligés de migrer ailleurs dans le pays selon les saisons, pour aller en Piémont ou en Lombardie afin d'y trouver de l'embauche. Certains migraient définitivement à l'étranger. La vie religieuse y était aussi très pauvre. Les fidèles restaient ignorants et les prêtres insuffisamment formés. Toutes ces observations locales orientèrent l'apostolat de Jean-Baptiste Scalabrini.

#### Visites diocésaines
Jean-Baptiste Scalabrini tenait tout particulièrement à visiter ses paroisses dont certaines n'avaient pas vu l'évêque depuis trois cents ans. Il en profitait pour consacrer des églises, régulariser des mariages, confesser les fidèles et apaiser les querelles.

#### Formation des prêtres
Constatant le manque d'instruction et de formation des séminaristes, il entreprit de réformer leur enseignement, en créant des laboratoires d'études, en introduisant une retraite annuelle pour y discuter des problèmes moraux et matériels qui pouvaient se poser dans les paroisses. Enfin, il réinstaura les synodes diocésains, tombés en désuétude depuis plusieurs siècles.

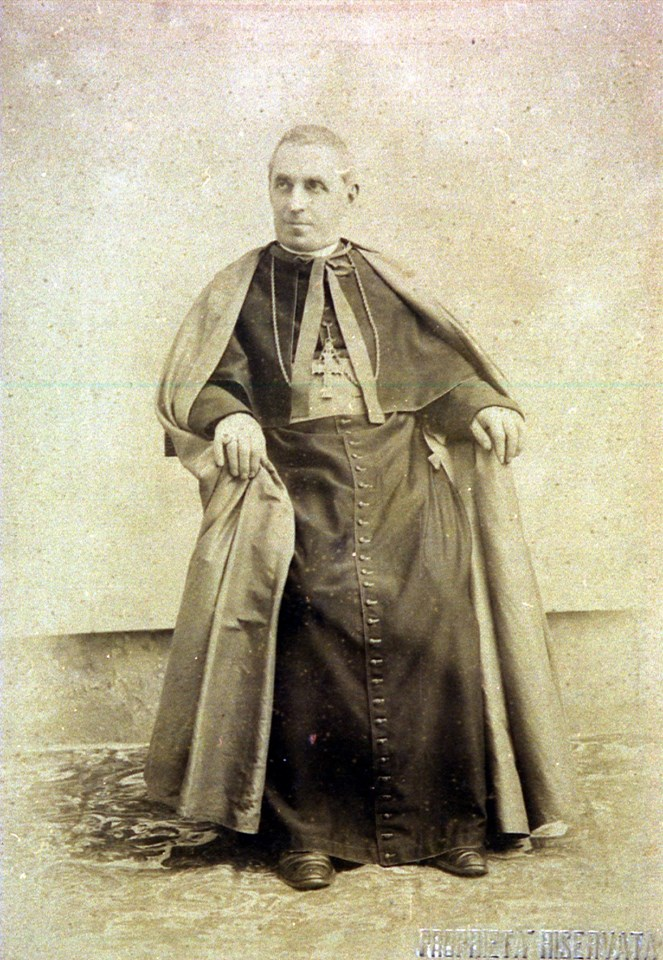
Photographie de Mgr Scalabrini.

#### Promotion des laïcs
Pour lutter contre le manque de connaissances religieuses de ses paroissiens, Jean-Baptiste Scalabrini a travaillé à la conception de livres de catéchisme depuis le petit catéchisme à l'usage des enfants, jusqu'au manuel pour adultes. Il fonde aussi une revue Le catéchisme catholique. Le pape Pie IX l'y encourage vivement : « Aujourd'hui on se préoccupe trop du 2e étage des maisons, mais trop peu du 1er qui est aussi fondamental. Le catéchisme est précisément le fondement par où toute prédication et toute œuvre pastorale devrait commencer. Avec de bons catéchistes, on sauve la société. ». Peu de temps après, Monseigneur Scalabrini publie un ouvrage intitulé : Le catéchisme catholique. Considérations, qui sera l'un des premiers traités sur la catéchèse. Le pape Léon XIII l'en félicite et déclare Plaisance ville du catéchisme. L'évêque tient à Plaisance le premier Congrès catéchistique national. Parmi les nombreux cardinaux et évêques présents figurait Monseigneur Giuseppe Sarto, le futur Pie X.

#### Prédication
Jean-Baptiste Scalabrini fut un remarquable prédicateur. Il a publié plus de soixante lettres pastorales, diverses brochures, et même un quotidien intitulé L'Ami du peuple à partir de 1896.

#### Lutte contre la misère
Durant l'hiver 1879-1880, la province de Plaisance fut la proie d'une importante famine. L'évêque forme cinq comités pour lutter contre le fléau, vend carrosse, chevaux, jusqu'à la croix et le calice offerts par Pie IX pour venir en aide aux victimes de ce fléau.

### Le Père des migrants

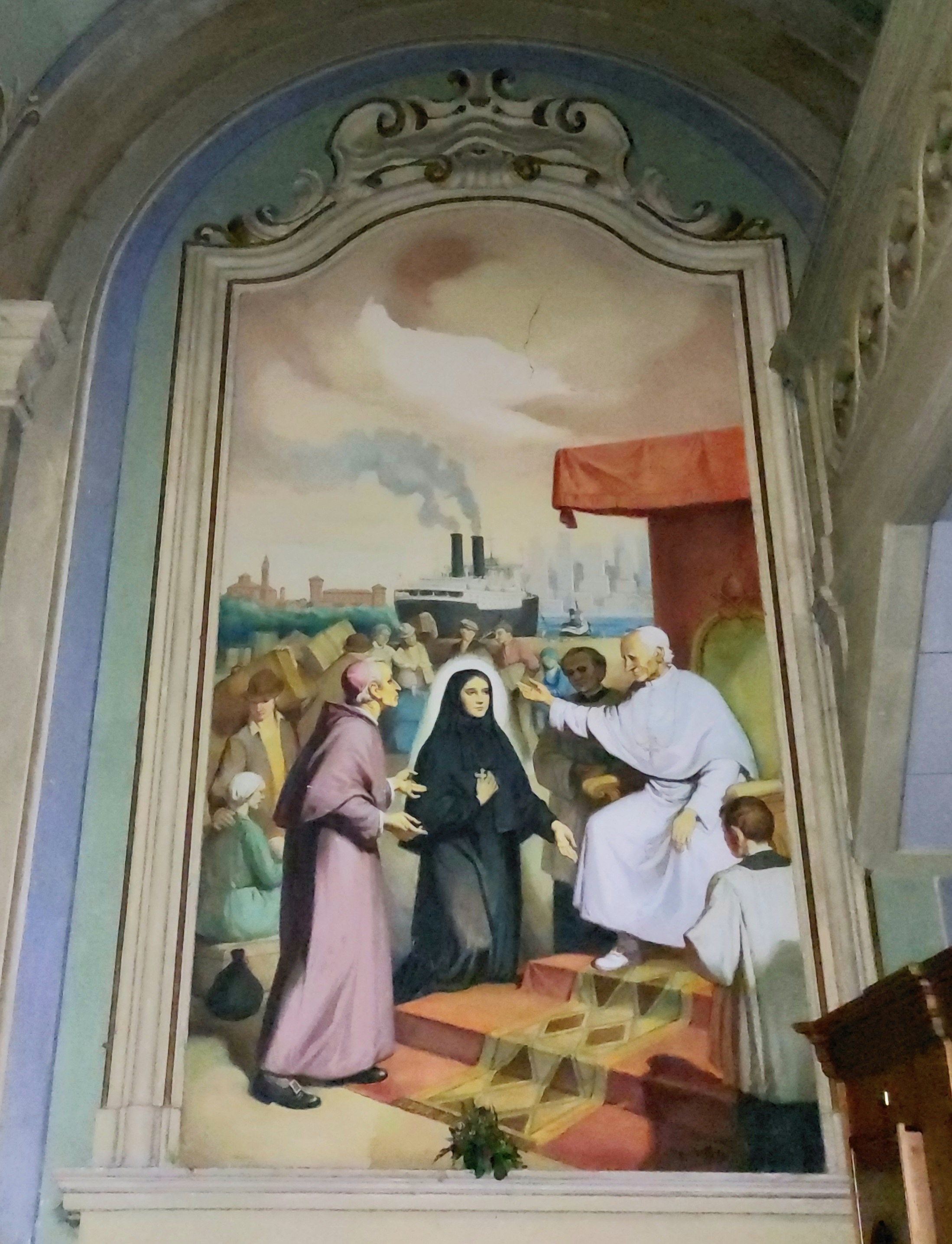
Mgr Scalabrini présente sœur Françoise-Xavière Cabrini au pape Léon XIII pour recevoir le charge de missionnaire aux États-Unis. Œuvre de Luigi Arzuffi, église de Caselle Landi, Italie.

#### Le fondateur
Le pays, encore peu industrialisé, et la terre cultivée selon des méthodes traditionnelles, ne suffisaient plus à faire vivre correctement les habitants qui devaient émigrer en grand nombre : huit millions pendant les trente années de l'épiscopat de Jean-Baptiste Scalabrini. Ces populations pauvres étaient exploitées par des agents sans scrupules à tel point que Monseigneur Scalabrini parlait de traite des blancs. Il décida donc de leur apprendre à lire, et de leur donner des rudiments d'instruction afin qu'ils ne perdent pas leurs racines dans leur pays de destination.
À cet effet, il fonde en 1887 les missionnaires de Saint-Charles. Par ailleurs, il demande à sainte Françoise-Xavière Cabrini d'envoyer des religieuses parmi les italiens partis s'établir aux États-Unis. Cette dernière sera ultérieurement déclarée Patronne des émigrants par Pie XI.
En 1895, il fonde les sœurs missionnaires de saint Charles Borromée. Parallèlement, il donne des conférences dans toute l'Italie pour éveiller les esprits à ce problème. Enfin, en 1901, il part à son tour pour les États-Unis où il rencontre le Président Theodore Roosevelt.
Sur le conseil du pape Pie X, en 1901, il part pour le Brésil, qui sera un voyage triomphal, en faisant étape aux États-Unis. C'est à cette date qu'il rédige un mémoire adressé au cardinal Merry del Val, secrétaire d'État de Pie X, dans lequel il demande que soit instituée une Commission centrale pour tous les émigrés catholiques. En réponse, un « Bureau pour le Soin spirituel des Émigrants » sera mis sur pied à la Congrégation Consistoriale. Il verra son importance et son domaine d'action augmenter progressivement, avant d'être érigé en dicastère en 1988 par Jean-Paul II : c'est l'actuel Conseil pontifical pour la pastorale des migrants et des personnes en déplacement, responsable de l'accompagnement des migrants par l'Église.

#### Dernières années
Soutenu par une vie spirituelle profonde et intense, Jean-Baptiste Scalabrini a œuvré toute sa vie pour son diocèse, ses frères les plus pauvres, la promotion des laïcs chrétiens pour la plus grande gloire de l'église et du pape. Il répétait souvent : « Si seulement je pouvais me sanctifier et sanctifier toutes les âmes qui me sont confiées ! ».
Il s'est éteint le 1er juin 1905, jour de l'Ascension à Plaisance, après une intervention chirurgicale, à la suite d'une grave maladie contractée durant ses voyages missionnaires.

## Vénération

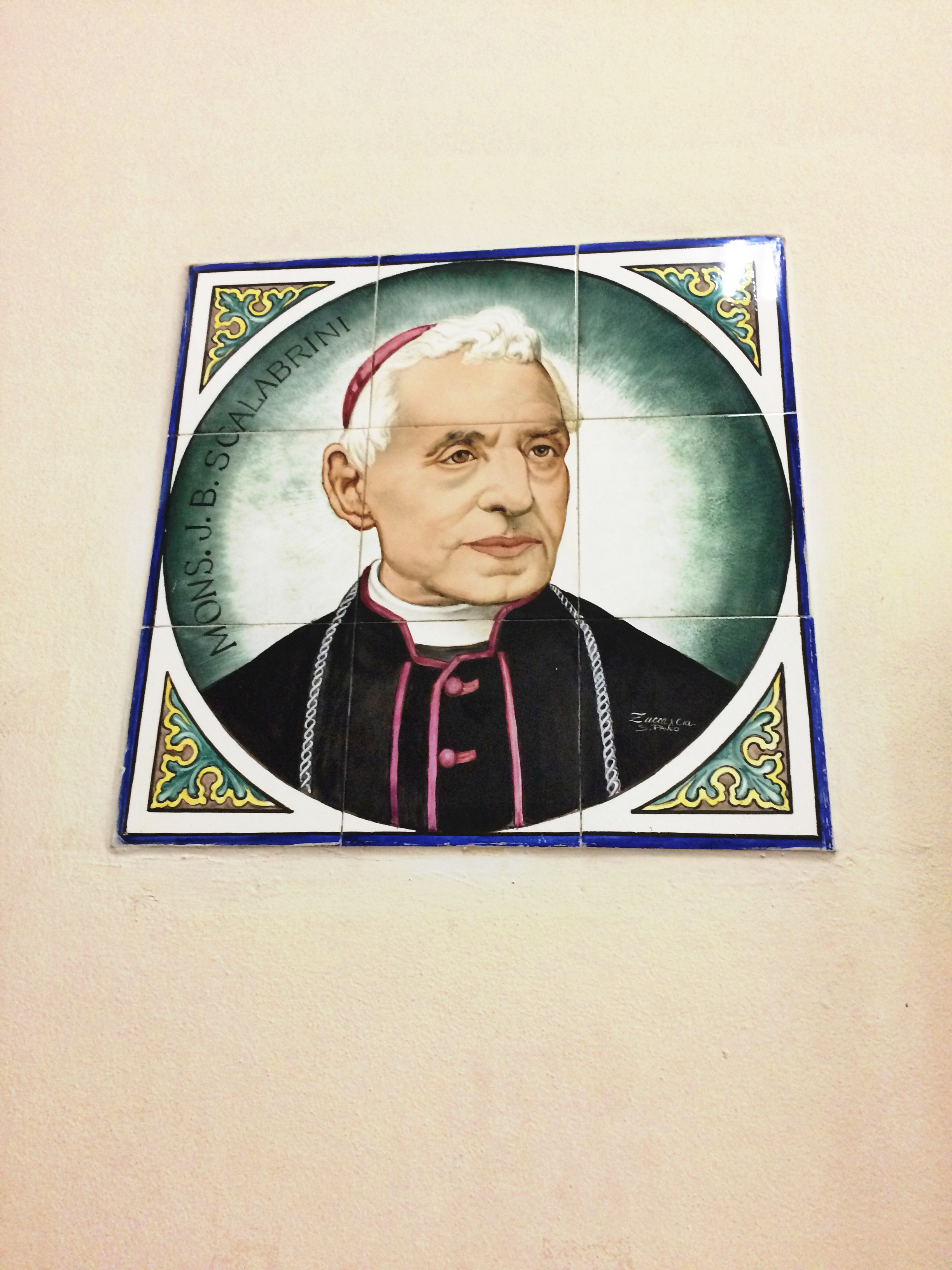
Représentation de Mgr Scalabrini dans un séminaire brésilien.

### Béatification
Le 9 juillet 1955, le patriarche de Venise, Monseigneur Roncalli, futur pape Jean XXIII, écrivait déjà à Pie XII : « Saint Père, j'ai eu la chance de voir de mes yeux et d'écouter de mes oreilles la parole de ce vénérable évêque. De ces très brèves rencontres et de la parole et des jugements de mon évêque, je me fis de Mgr Scalabrini une haute et claire idée : c'était un évêque très pieux, érudit, zélé et généreux dans le service de Dieu et des âmes. »
Il est béatifié le 9 novembre 1997 par Jean-Paul II, en même temps qu'un autre évêque, martyr, Vilmos Apor.

### Canonisation
Le 21 mai 2022, le pape François signe le décret de canonisation de Mgr Scalabrini. Son cas est exceptionnel, car le pape a décrété sa canonisation sans la reconnaissance nécessaire d'un miracle dû à son intercession. Mais Mgr Scalabrini étant un exemple de dévouement aux migrants, le pape François a décidé de le proposer comme modèle universel aux catholiques, dans un contexte de forte tension migratoire.
Il est solennellement proclamé saint le 9 octobre 2022 par le pape François, lors d'une messe célébrée sur la place Saint-Pierre à Rome.

### Culte

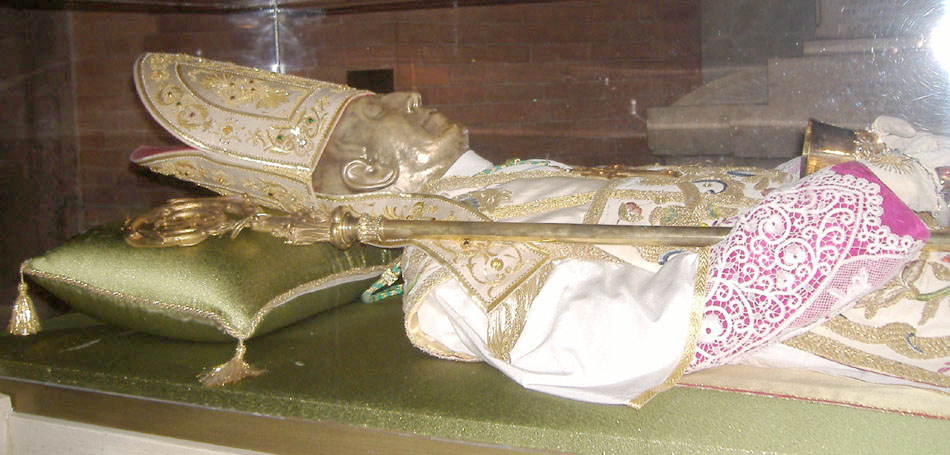
Le corps de Mgr Scalbrini, dans le Dôme de Plaisance.

Saint Jean-Baptiste Scalabrini est fêté le 1er juin.
Sa dépouille fut exhumée en 2004, à l'occasion des festivités du 1er centenaire de sa mort, et placée dans une châsse de verre, qui est désormais exposée à la vénération des fidèles dans le  Dôme de Plaisance.
Saint Jean-Baptiste Scalabrini est le saint protecteur des migrants, comme l'a souhaité le pape François.

## Succession apostolique
Jean-Baptiste Scalabrini a ordonné les évêques suivants :
- Évêque Angelo Fiorini, O.F.M.Cap. (1899)
- Archevêque Natale Bruni (it) (1900)